# Sedat Özden
Sedat Özden (* 30. August 1953 in Bursa) ist ein ehemaliger türkischer Fußballspieler und -trainer. Durch seine langjährige Tätigkeit für Bursaspor wird er stark mit diesem Verein assoziiert. Fan- und Vereinsseite wird er als einer der bedeutendsten Spieler und Kapitäne der Klubgeschichte aufgefasst. Mit 336 Spielen ist er der Spieler mit den meisten Erstligaeinsätzen für Bursaspor. Zudem befindet er sich mit 53 Ligatoren in der Liste der Spieler mit den meisten Süper-Lig-Toren für Bursaspor hinter Okan Yılmaz (89 Tore) und Murat Sözkesen (57 Tore) an dritter Stelle. Zu Spielerzeiten war er eher unter seinem Spitznamen Sedat 3 bzw. Sedat III bekannt. Er ist auch als Fußballkolumnist und TV-Fußballexperte tätig.

## Spielerkarriere

### Verein
Özden begann mit dem Fußballspielen auf der Straße und spielte während seines Abiturs auf der Tophane Endüstri Meslek Lisesi in der Schulmannschaft. Während dieser Zeit besuchte er ein von Bursaspor veranstaltetes Draftturnier und wurde hier für die Jugendmannschaft gescoutet. Kurze Zeit später trennte er sich wegen Meinungsverschiedenheiten von hier und spielte beim Amateurverein Fethiye Köy SK. Anschließend wechselte er zum Amateurverein Sölöz Gençlerbirliği und war für diesen drei Spielzeiten lang aktiv. Von hier aus wechselte er zu Bursa Gençlerbirliği.
Bei einer Ligabegegnung seiner Mannschaft wurde er von der ehemaligen Spielerlegende Metin Oktay entdeckt. Oktay assistierte zu dieser Zeit bei Bursaspor dem Cheftrainer Toma Kaloperović. So sorgte er dafür, dass Özden zu Bursaspor wechselte. Özden unterschrieb für die Saison 1972/73 für ein Jahresgehalt von 12,5 türkische Lire. Ein Jahr lang trainierte Özden nur mit den Profis mit und wurde während dieser Zeit von Metin Oktay, der mehrmals Torschutzkönig der türkischen Liga wurde, bzgl. Schusstechnik und Positionsspiel geschult. Zur nächsten Saison wurde er dann bei der Kaderwahl berücksichtigt und machte seine ersten Spiele für die Profis. Seine Mannschaft kam im Türkischen Fußballpokal bis ins Finale und scheiterte hier an Fenerbahçe Istanbul. Özden kam dabei bei nahezu allen Pokalspielen zum Einsatz. In der Saison 1974/75 kam er dann regelmäßig als Ersatzspieler zu Spieleinsätzen. Die Mannschaft spielte wegen der Pokalfinalteilnahme in dieser Saison auch im Europapokal der Pokalsieger und schaffte es hier bis ins Viertelfinale, wo man gegen den späteren Pokalsieger Dynamo Kiew ausschied. Mit dieser Leistung erreichte man den besten Grad in der Vereinsgeschichte. Özden spielte bei zwei von insgesamt von sechs Europacupbegegnungen. Die darauffolgende Saison gelang ihm dann endgültig der Durchbruch und er eroberte sich einen Stammplatz im Team. Er spielte insgesamt 13 Spielzeiten für Bursaspor davon neun als Mannschaftskapitän. Während dieser Zeit hatte er Anteil an den größten Erfolgen der Vereinsgeschichte die der Verein bis zum Jahr 2009 gewinnen konnte. Darunter zählen der sechste Tabellenplatz in der Spielzeit 1976/77, der vierte Tabellenplatz in der Spielzeit 1979/80 und der Gewinn des Türkischen Fußballpokal 1986.
Mit diesem ersten Pokalgewinn der Vereinsgeschichte krönte er seine Karriere und gab anschließend das Ende seiner aktiven Spielerlaufbahn bekannt.

### Nationalmannschaft
Özden wurde in den frühen 70ern für die türkische U-18-Nationalmannschaft nominiert und nahm an einem Traningskamp teil. Nachdem sich aber herausstellte, dass Özden wegen eines Monats Unterschied altersbedingt nicht spielberechtigt war, wurde er nach dem Kamp nicht mehr nominiert.
1976 wurde er vom Nationalcoach Coşkun Özarı für die türkische türkische Nationalmannschaft, kam aber nicht zum Einsatz.
Etwa ein Jahr später, im Februar 1977, erhielt er im Rahmen einer Balkan-Cup-Begegnung eine Nominierung für die türkische U-21-Nationalmannschaft und debütierte gegen die bulgarische U-21.
Bereits ein Monat nach dieser Begegnung nominierte ihn der neue Nationalcoach Metin Türel für eine Begegnung gegen die rumänische Nationalmannschaft. In dieser am 23. März 1977 ausgetragenen Begegnung machte Özden dein sein Länderspieldebüt. Fortan gehörte er zu den Spielern die regelmäßig zur Nationalmannschaft berufen wurden. Er kam für die Türkei bei der Qualifikation der Europameisterschaft 1980 zum Einsatz und belegte mit seiner Mannschaft hinter Deutschland den zweiten Tabellenplatz in der Gruppe 7. Anschließend spielte er in den Qualifikationsrunden der Weltmeisterschaft 1978, der Europameisterschaft 1980, der Weltmeisterschaft 1982, der Europameisterschaft 1984 und der Weltmeisterschaft 1986. Er absolvierte insgesamt 34 Begegnungen für die Ay-Yıldızlılar und erzielte dabei sieben Treffer. Bei drei Begegnungen übernahm er die Kapitänsbinde. Das letzte Spiel seiner Nationalmannschaftskarriere, dass er als Mannschaftskapitän bestritt, war das erste Spiel der Türkei im Wembley-Stadion im Rahmen eines Qualifikationsspiels der WM 1986 gegen die englische Auswahl. Das Spiel ging mit 5:0 verloren und hatte einen Generationswechsel in der Nationalmannschaft zur Folge, wodurch auch Özden nicht mehr berücksichtigt wurde.

## Trainerkarriere
Im Anschluss seiner aktiven Laufbahn übernahm er bei Bursaspor den Posten des Co-Trainers und assistierte Tomislav Kaloperović. Nachdem dieser im November 1986 entlassen worden war, übernahm er als Interimstrainer bis zur Winterpause den Verein.
Seit dieser Tätigkeit ist er als Fußballexperte in den regionalen Medien aktiv.
2011 wurde er als Koordinator der Jugendmannschaften von Bursaspor vorgestellt. Kurze Zeit später wurde er dann von dieser Position auf unbestimmte Zeit beurlaubt.

## Erfolge
- Mit Bursaspor:
  - Vierter der Süper Lig (1): 1979/80
  - Türkischer Pokalsieger (1): 1986
  - Türkischer Pokalfinalist (1): 1974
  - Viertelfinalist im Europapokal der Pokalsieger (1): 1974/75